# شیطان هم می‌گرید: مجموعه پویانمایی
شیطان هم می‌گرید: مجموعه پویانمایی (ژاپنی: デビル メイ クライ هپبورن: Debiru Mei Kurai) یک مجموعه تلویزیونی انیمه ژاپنی که برپایه سری بازی‌های ویدئویی شیطان هم می‌گرید ساخته شده توسط کپ‌کام است. داستان این سریال دربارهٔ مردی جوان به نام دانته است که قدرت ماوراءالطبیعه دارد و مغازه‌ای به نام دویل می کرای دارد که برای مبارزه و از بین بردن شیاطین است، که در واقعه شغل او به حساب می‌آید.
این مجموعه به کارگردانی شین ایتاکاگی است و توسط استودیوی مدهاوس تولید شده است. پخش این مجموعه در ۱۴ ژوئن ۲۰۰۷ از شبکه WOWOW ژاپن آغاز شد و تا ۱۲ قسمت ادامه یافت.